# Bondsteel
Camp Bondsteel je američka vojna baza pod zapovjedništvom KFOR-a smještena u blizini Uroševca na istoku Kosova. Baza služi ujedno i kao središte KFORovog istočnog sektora "Multinational Task Force East (MNTF-E)". Ime je dobila po Jamesu L. Bondsteelu, a jedna je od najvećih vojnih baza izgrađenih od hladnog rata.